# 肖特普萊斯 (加利福尼亞州)
肖特普萊斯（英語：Short Place）是位於美國加利福尼亞州埃爾多拉多縣的一個非建制地區。該地的面積和人口皆未知。

## 地理
肖特普萊斯的座標為38°46′48″N 120°28′27″W / 38.78000°N 120.47417°W，而該地的平均海拔高度為1090米（即3576英尺）。